# Katakana
A katakana (japán: カタカナ vagy かたかな  „töredékes kana”)  a kínai normál írás jeleinek leegyszerűsítésével, a 11. században kialakított  szótagírás.
Önmagában a katakana is elég lenne a japán nyelv írásban való rögzítésére, de a hangalakjában azonos, jelentésében viszont eltérő fogalmak közti különbségek érzékeltetésére alkalmatlan.

## Kialakulás
A kínai hatás századokon át erősen rányomta bélyegét a japán kultúrára. Japán és Kína a 4. századtól kezdve szoros kapcsolatban álltak. A japánok kínai mintákat követtek az államigazgatásban, az irodalmi és a képzőművészeti alkotásokban. Ebben az időben vették át és alkalmazták a kínai szóírás jeleit a japán beszéd írásban való rögzítésére. A kínai és japán nyelvek azonban alapvetően különböznek egymástól. A kínai izoláló nyelv, nem ismeri a ragozást, a japán ezzel szemben agglutináló, ragozó nyelv. A kínai írásjegyeket változtatás nélkül vették át a japánok, majd a 8-9. században a kínai fű-írás jeleiből kialakították a hiragana elnevezésű szótagírást. A hiraganának köszönhetően létrejött a japán nyelvhez idomított sajátos írás, és ez lehetővé tette a nemzeti irodalom kialakulását. A kínai normál írás jeleiből a 11. század végén alakították ki második szótagírásukat, a katakanát. Ennek jelei a hiragana ívelt formáitól eltérően szögletesek. A jelek alapvető formai különbségei alól kivételt képez két szótag, a „ri” és a „he”, melyek hiragana és katakana jele azonos.

## Felépítése
A katakana szótagírás jeleinek tanítását általában a magánhangzókkal kezdik. A japán nyelvben csupán öt magánhangzó van, ezek az a, i, u, e, o. Az öt magánhangzóhoz és negyven szótagjelhez két diakritikus jelet kapcsolhatunk, a nigorit: ” és a marut: °. A mássalhangzók lágyítását értjük nigorizáláson. (Így képezhetünk például a ka-ból ga-t, a sa-ból za-t, a ta-ból da-t stb.) A maru kis karikajele félnigorizálást eredményez és csupán a h mássalhangzóval kombinálják. (Ezzel képzünk ha-ból pa-t, hi-ből pi-t, fu-ből pu-t, he-ből pe-t és ho-ból po-t.) A jelek sorát egy önálló szótagértékű mássalhangzó zárja, az n.
N-nel jelölt hang: a japánban önálló szótagot alkotó nazális szonáns, mindig magánhangzó után áll. Magyarban mindig n-nel jelöljük, p, b, m előtt m-nek ejtjük.
„Gégezárhang” jelölése kettős mássalhangzóval: A japánban nincs mássalhangzó kettőzés. A latinbetűs átírásokban duplázott mássalhangzóval jelölt hangoknál valójában a mássalhangzó artikulációs formáját képezve egy szótagnyi légzésszünet van.
A magánhangzók nyújtása nem hosszú magánhangzóval egyenértékű, hanem az előző magánhangzó egy szótagnyi időtartamú nyújtását jelenti. A japán nyelvben nincs hosszú magánhangzó. A magyar átírás megtévesztő lehet, mivel ott hosszú magánhangzóval jelöljük. A hyoujun-shiki kettőzéssel vagy vízszintes vonallal jelöli. A latinbetűs átírások gyakran elhagyják a nyújtás jelölését, pedig a japánban, a magyarhoz hasonlóan, értelemmegkülönböztető szerepe van, tehát fontos.

## Átírás latin betűre
Hyoujun-shiki: J. C. Hepburn amerikai missziós orvos 1867-ben készített japán-angol szótárában alkalmazott angolos átírási rendszer javított változata. Francia és német nyelvterületen is egyre gyakrabban használják.
Nihon-shiki: Tanakadate Aikicu fizikus vezetésével 1905-ben kialakított rendszer.
1954-es kormányrendszer: A korábbi, 1937-es kiadású kormányrendszer, a Kunrei-shiki megjegyzésekkel kiegészített átírási rendszer. (A Nihon-shiki és a Hepburn-rendszer keverékének mondható.)
Orosz: A japán-orosz nagyszótár átírása. ([Bolsoj japonszko-russzkij szlovar], 1-2. kötet, Moszkva 1970)
Magyar: A magyar és japán fonetika, a magyar helyesírás szabályai, valamint az ELTE japán kurzusán Jamadzsi Maszanori által alkalmazott magyaros átírási rendszer alapján készült.

## Felhasználása
A napjainkban használt japán írás alapvetően a kandzsi és a hiragana kombinációjából épül fel. A katakanát leginkább az idegen kifejezések átírására használják, de (főként tudományos művekben) a növények és állatok neveit is katakanával írják akkor is, ha a név nem idegen eredetű. A II. világháborúig a kínai írás mellett a kandzsi-katakana kombinációs írás dominált. A hat elemi osztály és a középiskola három alsó osztályának elvégzése mindenki számára kötelező Japánban. A gyerekek az elemi iskola első osztályában tanulják a hiraganát, a másodikban a katakanát és közben a fogalomírás jeleivel is folyamatosan megismerkednek.

## Katakana-táblázatok
|       | Egyjegyűek (godzsúon) | Egyjegyűek (godzsúon) | Egyjegyűek (godzsúon) | Egyjegyűek (godzsúon)        | Egyjegyűek (godzsúon) | Kétjegyűek (jóon)         | Kétjegyűek (jóon)         | Kétjegyűek (jóon)         |
| a     | i                     | u                     | e                     | o                            | ja                    | ju                        | jo                        |                           |
| ----- | --------------------- | --------------------- | --------------------- | ---------------------------- | --------------------- | ------------------------- | ------------------------- | ------------------------- |
| ∅     | ア a                  | イ i                  | ウ u                  | エ e                         | オ o                  |                           |                           |                           |
| K     | カ ka                 | キ ki                 | ク ku                 | ケ ke                        | コ ko                 | キャ kja/kya              | キュ kju/kyu              | キョ kjo/kyo              |
| S     | サ sza/sa             | シ si/shi             | ス szu/su             | セ sze/se                    | ソ szo/so             | シャ sa/sha               | シュ su/shu               | ショ so/sho               |
| T     | タ ta                 | チ csi/chi            | ツ cu/tsu             | テ te                        | ト to                 | チャ csa/cha              | チュ csu/chu              | チョ cso/cho              |
| N     | ナ na                 | ニ ni                 | ヌ nu                 | ネ ne                        | ノ no                 | ニャ nja/nya              | ニュ nju/nyu              | ニョ njo/nyo              |
| H     | ハ ha                 | ヒ hi                 | フ fu                 | ヘ he                        | ホ ho                 | ヒャ hja/hya              | ヒュ hju/hyu              | ヒョ hjo/hyo              |
| M     | マ ma                 | ミ mi                 | ム mu                 | メ me                        | モ mo                 | ミャ mja/mya              | ミュ mju/myu              | ミョ mjo/myo              |
| J     | ヤ ja/ya              |                       | ユ ju/yu              |                              | ヨ jo/yo              |                           |                           |                           |
| R     | ラ ra                 | リ ri                 | ル ru                 | レ re                        | ロ ro                 | リャ rja/rya              | リュ rju/ryu              | リョ rjo/ryo              |
| V     | ワ va/wa              |                       |                       |                              | ヲ o/vo/wo            |                           |                           |                           |
|       |                       |                       |                       |                              |                       |                           |                           |                           |
| *     | ン n                  | ン n                  | ン n                  | ー (magánhangzónyújtás jele) |                       |                           |                           |                           |
|       |                       |                       |                       |                              |                       |                           |                           |                           |
|       | Mellékjelek           | Mellékjelek           | Mellékjelek           | Mellékjelek                  | Mellékjelek           | Kétjegyűek mellékjelekkel | Kétjegyűek mellékjelekkel | Kétjegyűek mellékjelekkel |
| a     | i                     | u                     | e                     | o                            | ja                    | ju                        | jo                        |                           |
| G     | ガ ga                 | ギ gi                 | グ gu                 | ゲ ge                        | ゴ go                 | ギャ gja/gya              | ギュ gju/gyu              | ギョ gjo/gyo              |
| Z     | ザ za                 | ジ dzsi/ji            | ズ zu                 | ゼ ze                        | ゾ zo                 | ジャ dzsa/ja              | ジュ dzsu/ju              | ジョ dzso/jo              |
| D     | ダ da                 | ヂ dzsi/ji            | ヅ zu                 | デ de                        | ド do                 | ヂャ dzsa/ja              | ヂュ dzsu/ju              | ヂョ dzso/jo              |
| B     | バ ba                 | ビ bi                 | ブ bu                 | ベ be                        | ボ bo                 | ビャ bja/bya              | ビュ bju/byu              | ビョ bjo/byo              |
| P     | パ pa                 | ピ pi                 | プ pu                 | ペ pe                        | ポ po                 | ピャ pja/pya              | ピュ pju/pyu              | ピョ pjo/pyo              |
|       |                       |                       |                       |                              |                       |                           |                           |                           |
|       | Kiegészített katakana |                       |                       |                              |                       |                           |                           |                           |
| a     | i                     | u                     | e                     | o                            | ja/ya                 | ju/yu                     | jo/yo                     |                           |
| J/Y   |                       | イィ ji/yi            |                       | イェ je/ye                   |                       |                           |                           |                           |
| V/W   | ウァ va/wa            | ウィ vi/wi            | ウゥ vu/wu            | ウェ ve/we                   | ウォ vo/wo            |                           | ウュ vju/wyu              |                           |
| V/W*  | (ヷ) ヴァ va/wa       | (ヸ) ヴィ vi/wi       | ヴ vu/wu              | (ヹ) ヴェ ve/we              | (ヺ) ヴォ vo/wo       | ヴャ vja/wya              | ヴュ vju/wyu              | ヴョ vjo/wyo              |
| Vj/Wy |                       |                       |                       | ヴィェ vje/wye               |                       |                           |                           |                           |
| Kj/Ky |                       |                       |                       | キェ kje/kye                 |                       |                           |                           |                           |
| Gj/Gy |                       |                       |                       | ギェ gje/gye                 |                       |                           |                           |                           |
| Kv/Kw | (クヮ) クァ kva/kwa   | クィ kvi/kwi          |                       | クェ kve/kwe                 | クォ kvo/kwo          |                           |                           |                           |
| Gv/Gw | (グヮ) グァ gva/gwa   | グィ gvi/gwi          |                       | グェ gve/gwe                 | グォ gvo/gwo          |                           |                           |                           |
| S/Sh  |                       |                       |                       | シェ se/she                  |                       |                           |                           |                           |
| Dzs/J |                       |                       |                       | ジェ dzse/je                 |                       |                           |                           |                           |
| Sz/S  |                       | スィ szi/si           |                       |                              |                       |                           |                           |                           |
| Z     |                       | ズィ zi               |                       |                              |                       |                           |                           |                           |
| Cs/Ch |                       |                       |                       | チェ cse/che                 |                       |                           |                           |                           |
| C/Ts  | ツァ ca/tsa           | ツィ ci/tsi           |                       | ツェ ce/tse                  | ツォ co/tso           |                           | ツュ cju/tsyu             |                           |
| T     |                       | ティ ti               | トゥ tu               |                              |                       |                           | テュ tju/tyu              |                           |
| D     |                       | ディ di               | ドゥ du               |                              |                       |                           | デュ dju/dyu              |                           |
| Nj/Ny |                       |                       |                       | ニェ nje/nye                 |                       |                           |                           |                           |
| Hj/Hy |                       |                       |                       | ヒェ hje/hye                 |                       |                           |                           |                           |
| Bj/By |                       |                       |                       | ビェ bje/bye                 |                       |                           |                           |                           |
| Pj/Py |                       |                       |                       | ピェ pje/pye                 |                       |                           |                           |                           |
| F     | ファ fa               | フィ fi               |                       | フェ fe                      | フォ fo               | フャ fja/fya              | フュ fju/fyu              | フョ fjo/fyo              |
| Fj/Fy |                       |                       |                       | フィェ fje/fye               |                       |                           |                           |                           |
| H     |                       |                       | ホゥ hu               |                              |                       |                           |                           |                           |
| Mj/My |                       |                       |                       | ミェ mje/mye                 |                       |                           |                           |                           |
| Rj/Ry |                       |                       |                       | リェ rje/rye                 |                       |                           |                           |                           |
| L     | ラ゜ la               | リ゜ li               | ル゜ lu               | レ゜ le                      | ロ゜ lo               |                           |                           |                           |